# A New Career in a New Town (1977–1982)
A New Career in a New Town (1977–1982) is een boxset van de Britse muzikant David Bowie, uitgebracht in 2017. Het album bevat het werk dat Bowie tussen 1977 en 1982 uitbracht, waaronder de drie albums uit zijn zogeheten "Berlijnse trilogie", en bestaat uit negen albums met elf cd's. Exclusief bij de boxset zijn de ep met verschillende versies van Bowies single ""Heroes"", een 2017-versie van het livealbum Stage, een mix van het studioalbum Lodger door producer Tony Visconti, en Re:Call 3, een nieuwe compilatie van non-album singles, singleversies van nummers en B-kanten dat is bedoeld als opvolger van Re:Call 1 en Re:Call 2 uit de vorige boxsets Five Years (1969-1973) en Who Can I Be Now? (1974–1976).
De boxset bevat de studioalbums Low, "Heroes" (beiden 1977), Lodger (1979) en Scary Monsters (and Super Creeps), het livealbum Stage en de eerder genoemde albums die exclusief worden uitgegeven bij deze boxset.

## Tracklist
- Alle nummers geschreven door Bowie, tenzij anders vermeld.

### Low
1. "Speed of Life" – 2:46
2. "Breaking Glass" (Bowie/Dennis Davis/George Murray) – 1:52
3. "What in the World" – 2:23
4. "Sound and Vision" – 3:05
5. "Always Crashing in the Same Car" – 3:33
6. "Be My Wife" – 2:58
7. "A New Career in a New Town" – 2:53
8. "Warszawa" (Bowie/Brian Eno) – 6:23
9. "Art Decade" – 3:46
10. "Weeping Wall" – 3:28
11. "Subterraneans" – 5:39

### "Heroes"
1. "Beauty and the Beast" – 3:32
2. "Joe the Lion" – 3:05
3. ""Heroes"" (Bowie/Brian Eno) – 6:07
4. "Sons of the Silent Age" – 3:15
5. "Blackout" – 3:50
6. "V-2 Schneider" – 3:10
7. "Sense of Doubt" – 3:57
8. "Moss Garden" (Bowie/Eno) – 5:03
9. "Neuköln" (Bowie/Eno) – 4:34
10. "The Secret Life of Arabia" (Bowie/Eno/Carlos Alomar) – 3:46

### "Heroes" EP
1. ""Heroes"/"Helden"" (Duitse albumversie) (Bowie/Eno) – 6:07
2. ""Helden"" (Duitse singleversie) (Bowie/Eno) – 3:41
3. ""Heroes"/"Héros"" (Franse albumversie) (Bowie/Eno) – 6:07
4. ""Héros"" (Franse singleversie) (Bowie/Eno) – 3:41

### Stage
1. "Hang On to Yourself" – 3:26
2. "Ziggy Stardust" – 3:32
3. "Five Years" – 3:58
4. "Soul Love" – 2:55
5. "Star" – 2:31
6. "Station to Station" – 8:55
7. "Fame" (Bowie/John Lennon/Alomar) – 4:06
8. "TVC 15" – 4:37
9. "Warszawa" (Bowie/Eno) – 6:50
10. "Speed of Life" – 2:44
11. "Art Decade" – 3:10
12. "Sense of Doubt" – 3:13
13. "Breaking Glass" (Bowie/Davis/Murray) – 3:28
14. ""Heroes"" (Bowie/Eno) – 6:19
15. "What in the World" – 4:24
16. "Blackout" – 4:01
17. "Beauty and the Beast" – 5:08

### Stage(2017-versie)
1. "Warszawa" (Bowie/Eno) – 6:50
2. ""Heroes"" (Bowie/Eno) – 6:19
3. "What in the World" – 4:24
4. "Be My Wife" – 2:35
5. "The Jean Genie"
6. "Blackout" – 4:01
7. "Sense of Doubt" – 3:13
8. "Speed of Life" – 2:44
9. "Breaking Glass" (Bowie/Davis/Murray) – 3:28
10. "Beauty and the Beast" – 5:08
11. "Fame" (Bowie/Lennon/Alomar) – 4:06
12. "Five Years" – 3:58
13. "Soul Love" – 2:55
14. "Star" – 2:31
15. "Hang On to Yourself" – 3:26
16. "Ziggy Stardust" – 3:32
17. "Suffragette City"
18. "Art Decade" – 3:10
19. "Alabama Song" (Bertolt Brecht/Kurt Weill) – 4:00
20. "Station to Station" – 8:55
21. "Stay" – 7:17
22. "TVC 15" – 4:37

### Lodger
1. "Fantastic Voyage" (Bowie/Eno) – 2:55
2. "African Night Flight" (Bowie/Eno) – 2:54
3. "Move On" – 3:16
4. "Yassassin" – 4:10
5. "Red Sails" (Bowie/Eno) – 3:43
6. "DJ" (Bowie/Eno/Alomar) – 3:59
7. "Look Back in Anger" (Bowie/Eno) – 2:53
8. "Boys Keep Swinging" (Bowie/Eno) – 3:17
9. "Repetition" – 2:59
10. "Red Money" (Bowie/Alomar) – 4:17

### Lodger (Tony Visconti 2017 Mix)
1. "Fantastic Voyage" (Bowie/Eno) – 2:55
2. "African Night Flight" (Bowie/Eno) – 2:54
3. "Move On" – 3:16
4. "Yassassin" – 4:10
5. "Red Sails" (Bowie/Eno) – 3:43
6. "DJ" (Bowie/Eno/Alomar) – 3:59
7. "Look Back in Anger" (Bowie/Eno) – 2:53
8. "Boys Keep Swinging" (Bowie/Eno) – 3:17
9. "Repetition" – 2:59
10. "Red Money" (Bowie/Alomar) – 4:17

### Scary Monsters (and Super Creeps)
1. "It's No Game (No. 1)" – 4:15
2. "Up the Hill Backwards" – 3:13
3. "Scary Monsters (and Super Creeps)" – 5:10
4. "Ashes to Ashes" – 4:23
5. "Fashion" – 4:46
6. "Teenage Wildlife" – 6:51
7. "Scream Like a Baby" – 3:35
8. "Kingdom Come" (Tom Verlaine) – 3:42
9. "Because You're Young" – 4:51
10. "It's No Game (No. 2)" – 4:22

### Re:Call 3
1. ""Heroes"" (singleversie) (Bowie/Eno)
2. "Beauty and the Beast" (lange versie)
3. "Breaking Glass" (Australische singleversie) (Bowie/Davis/Murray)
4. "Yassassin" (singleversie)
5. "DJ" (singleversie) (Bowie/Eno/Alomar)
6. "Alabama Song" (Brecht/Weill)
7. "Space Oddity" (1979-versie)
8. "Ashes to Ashes" (singleversie)
9. "Fashion" (singleversie)
10. "Scary Monsters (and Super Creeps)" (singleversie)
11. "Crystal Japan"
12. "Under Pressure" (met Queen) (singleversie) (Bowie/Freddie Mercury/Brian May/Roger Taylor/John Deacon)
13. "Cat People (Putting Out Fire)" (soundtrackversie) (Bowie/Giorgio Moroder)
14. "Peace on Earth/Little Drummer Boy" (met Bing Crosby) (monoversie) (Bowie/Ian Fraser/Larry Grossman/Buz Kohan/Harry Simeone/K. K. Davis/Henry Onorati)
15. "Baal's Hymn" (Brecht/Dominic Muldowney)
16. "Remembering Marie A." (Traditioneel, aangepast door Brecht/Muldowney)
17. "Ballad of the Adventurers" (Brecht/Muldowney)
18. "The Drowned Girl" (Brecht/Weill)
19. "The Dirty Song" (Brecht/Muldowney)